# Intervals
Intervals é uma banda canadense de progressive metal e djent metal que faz parte da cena djent. A banda, surgida em 2011, começou sendo instrumental, até que em 2014 lançaram um primeiro álbum com vocal, intitulado A Voice Within, entretanto, pouco após o lançamento do mesmo a banda voltou a ser instrumental.

## Membros

### Atuais
- Aaron Marshall - guitarra (2011 – presente)

### Anteriores
- Matt De Luca - baixo (2011 – 2012)
- Mike Semesky - vocal (2013 – 2014)
- Lukas Guyader - guitarra (2011 – 2015)
- Anup Sastry - bateria (2011 – 2015)

### Membros ao vivo
- Henry Selva - baixo (2014)

## Discografia

### Álbuns de estúdio
- A Voice Within - 2014
- AVW // Instrumental - 2015
- The Way Forward - 2017
- Circadian[3] - 2020

### EPs
- The Space Between - 2011
- In Time - 2012

### Singles
- Epiphany - 2013
- Ephemeral - 2013

### Videoclipes
- Epiphany - 2013
- Moment Marauder - 2014
- The Escape - 2014
- Siren Sound - 2014

## Bandas similares
- TesseracT
- Skyharbor
- Monuments